# Space et Time
Space et Time sont deux épisodes spéciaux de la série Doctor Who diffusé à l'occasion de la journée caritative Red Nose Day. Il s'agit de deux petits épisodes mettant en scène le Docteur, Amy et Rory confrontés à un phénomène étrange : le TARDIS vient d'apparaitre à l'intérieur du TARDIS.

## Résumé

### Space
Amy essaie d'obtenir quelques instants d'attention du Docteur pour lui dire quelque chose alors qu'il est en train de procéder à la maintenance du TARDIS. Elle s'aperçoit que Rory aide le Docteur en installant des coupleurs thermiques sous le plancher de verre du TARDIS. Rory et Amy commencent à se disputer, lorsque le TARDIS est soudainement secoué et que ses lumières s'éteignent. Le Docteur demande à Rory s'il a laissé tomber un coupleur thermique, ce que Rory avoue avoir fait et pour lequel il présente ses excuses. Amy présente également ses excuses, et pour la plus grande confusion du Docteur, explique que Rory regardait sous sa jupe à travers le plancher de verre quand il a laissé tomber le coupleur thermique. Le Docteur remarque qu'ils se sont posés en « matérialisation d'urgence » ce qui a pour effet de poser le TARDIS à l'endroit le plus sûr qu'il puisse atteindre. Les lumières se rallument, et révèlent un TARDIS dans la salle de contrôle. Le TARDIS s'est matérialisé à l'intérieur de lui-même. Le Docteur essaie d'entrer par la porte du TARDIS dans la salle de contrôle et immédiatement entre dans la salle de contrôle par la porte extérieure du TARDIS. Le Docteur dit à Rory et Amy qu'ils sont prisonniers d'une « boucle spatiale » et que rien ne pourra plus jamais ni entrer ni sortir du TARDIS. En dépit de ce que vient de dire le Docteur, à ce moment une autre Amy entre par la porte du TARDIS en disant « OK les enfants, c'est là que ça devient compliqué ».

### Time
Suivant immédiatement la fin de Space, l'autre Amy explique qu'elle vient de quelques instants dans le futur, et qu'elle est capable de venir dans le TARDIS extérieur parce que « la coque extérieure du TARDIS a dérivé dans le temps ». L'autre Amy sait quoi faire et dire parce que, de son point de vue, elle répète ce qu'elle s'est entendu dire précédemment. Le Docteur envoie donc l'Amy actuelle dans le TARDIS intérieur afin de « maintenir la chronologie ». Les deux Amy passent un moment à flirter ensemble avant que la version actuelle ne parte, ce qui exaspère quelque peu le Docteur. Cependant, peu après le départ d'Amy, une autre paire d'Amy et Rory entrent par la porte du TARDIS extérieur, expliquant que le Docteur, de leur point de vue, vient de les envoyer dans le TARDIS intérieur. Le Docteur actuel envoie immédiatement le Rory et l'Amy actuels par la porte du TARDIS intérieur. Le Docteur explique qu'il va déclencher une « implosion temporelle contrôlée » afin de « réinitialiser le TARDIS », mais pour ce faire il doit savoir quel levier utiliser sur le panneau de contrôle. Quelques instants après qu'il a dit cela, un autre Docteur entre par la porte extérieure du TARDIS et lui dit d'utiliser le « levier bidouilleur » qu'il actionne rapidement, avant d'entrer dans le TARDIS intérieur afin de dire à sa version passée quel levier utiliser. Le TARDIS intérieur se dématérialise tandis que le TARDIS extérieur (en fait le même TARDIS) fait de même, et le Docteur confirme à Amy et Rory que tout est à présent rentré dans l'ordre. Il conseille ensuite à Amy de « mettre un pantalon ».

## Paradoxe
Cet épisode soulève le paradoxe de l'écrivain. Ce paradoxe décrit l'histoire d'un voyageur temporel remontant le temps pour rencontrer son idole (un écrivain pour l'exemple, qui aurait écrit un livre célèbre). Il se rend compte que son idole n'a encore rien écrit, et pour être sûr qu'il écrive son œuvre un jour, le voyageur lui donne son exemplaire, qu'il n'aura qu'à recopier. L'écrivain sort finalement son livre, et l'histoire rentre dans l'ordre. Seulement, la question de l'auteur exact du livre se pose : en effet, ce ne peut être l'écrivain, puisqu'il n'a fait que recopier le livre que le voyageur lui a amené. Dans cet épisode, Amy, Rory et le Docteur répètent ce qu'ils ont entendu d'eux-même. A la fin de l'épisode, le Docteur se dit à lui-même quel levier il doit utiliser, puis sa version plus jeune remonte pour le répéter. Dans ce cas-là, qui a réellement trouvé quel levier utiliser, puisque le docteur a simplement répété ce qu'il a entendu ?